# Villa La Gaeta
La villa Gaeta est une demeure de style Art nouveau située sur les bords du lac de Côme dans la localité de Acquaseria, sur la commune de San Siro en Italie.

## Construction
La villa Gaeta doit son nom à la pointe du promontoire sur lequel elle a été construite. Auparavant, le site était occupé par une autre demeure qui était nettement plus modeste. Elle a été acquise par Solone Ambrosoli, numismate italien qui a vécu entre 1851 et 1906. La conception et construction du bâtiment a été attribuée à Gino Coppedè et son frère Adolfo. La construction a été achevée par les héritiers d'Ambrosoli en 1921.
En 1940, la villa a été achetée par les comtes de Gerli. À la suite de la récente rénovation en 2011, la villa a été divisée en plusieurs appartements pour un usage privé. 
En 2006, la Villa a été utilisée comme lieu de tournage de quelques scènes du film Casino Royale.

## Style
Le style monumental de la demeure fait notamment penser à celui de la villa Pessina située sur la frazione (hameau) de Bolvedro dans la commune de Tremezzina.

## Aménagements extérieurs
Le jardin n'est aujourd'hui pas accessible au public mais partiellement visible de l'extérieur. Certaines espèces d'arbres ont probablement été retirées de manière à laisser plus d'espace disponible pour les copropriétés. 
Le parc est lui visible dans la suite du portail, et a été réalisé suivant le même style éclectique que la villa. Il compte de nombreuses variétés de plantes comme des ifs, du houx, des massifs de buis, des lauriers et des palmiers. Il faut aussi ajouter les cyprès situés sur les rivages du lac, les cèdres, les pins de montagne et les deux grands platanes qui dominent la plage privée. Le sous-bois est constitué de lauriers tandis que certaines espèces de Pittosporum accompagnent les sentiers pédestres.

## Liens
- Ressource relative à l'architecture :   - LombardiaBeniCulturali